# Mickey Goldmill
Mickey Goldmill (7 de abril de 1905 - 15 de agosto de 1981) fue un personaje ficticio creado por Sylvester Stallone en la saga de Rocky interpretado por Burgess Meredith. Él se desempeñó como el entrenador y mánager de Rocky de la primera hasta la tercera parte de la saga. Es temperamental y estricto, pero a la vez muy competente y experimentado como entrenador de boxeo. Tiene un lazo fraternal con Rocky,

## Biografía del personaje
Mickey Goldmill nació el 7 de abril de 1905 en una familia judía (esto no fue revelado hasta la tercera película en su funeral en una sinagoga).
Él fue campeón de los pesos gallos desde 1922 hasta 1947, pero nunca ganó fama. Goldmill recuerda que una vez golpeó a un oponente fuera del ring el mismo día en que Luis Ángel Firpo hizo lo mismo a Jack Dempsey 14 de septiembre de 1923. Goldmill alegó que el motivo de no obtener toda la atención de los medios era que él no tenía un manejador, mientras que Dempsey si. Se retiró en 1947.
Algún tiempo después de su retiro (en 1948), abrió un gimnasio de boxeo en Filadelfia, Pensilvania, Mighty Mick's Boxing, y comenzó a entrenar combatientes. Mickey, luego de 71 años sigue administrando su gimnasio. Uno de los clientes habituales en su gimnasio era Rocky Balboa, que nunca había explotado su verdadero potencial. Cuando el campeón peso pesado Apollo Creed le da una oportunidad a Balboa por el título, Goldmill se convierte en su mánager. La lucha tuvo lugar el 1 de enero de 1976 en Filadelfia en el Spectrum. Gracias al entrenamiento de Mickey, Balboa logró aguantar quince asaltos pese a perder la pelea por puntos, hecho inédito para cualquiera de los anteriores oponentes de Creed.
Creed desafió a una revancha a Balboa en el hospital; aunque Rocky no tiene una postura inicialmente, Mickey afirmó airadamente que no habría revancha y que Rocky ganó la lucha. Finalmente, después de que Creed logra presionar a Balboa para que acepte la revancha, Mickey se convirtió nuevamente en entrenador de Balboa. Para el segundo encuentro con Creed, Goldmill utiliza nuevos métodos de entrenamiento para ayudar a Balboa a ganar velocidad. También transforma a Balboa de un estilo zurdo de pelea a uno diestro, en un intento por confundir a Creed y proteger mejor el ojo de Balboa, que sufrió heridas de gravedad en la primera pelea. La revancha se llevó a cabo, después de casi un doble KO, Rocky se mantuvo de pie para ser el ganador.
En Rocky III, Goldmill lleva a Balboa a una serie de exitosas defensas de su título y en el pináculo del éxito, decidió que ya era hora de jubilarse (Mickey sufría problemas del corazón, aunque lo mantuvo oculto de Rocky). Clubber Lang, quien buscaba una oportunidad por el título mundial, acusó a los dos de evadirlo. Enardecido, Balboa acuerda hacer frente a Lang en un encuentro que él pensaba sería su última defensa, con la promesa a Goldmill de que sería su última pelea.
El combate se programo para el 15 de agosto de 1981. Mickey se muestra preocupado porque Rocky no puede tener un entrenamiento adecuado dado el acoso de los fanáticos y medios de comunicación para solicitarle entrevistas. Poco antes de la lucha de Balboa y de Lang se produce un altercado donde Clubber empujó a Goldmill, esto le produjo dolor en el pecho y cuando Rocky se da cuenta de que algo andaba mal con Mickey, intenta detener la pelea. Goldmill, sin embargo, ordenó seguir adelante con el combate. Preocupado por Mickey y desconcentrado, Balboa perdió en el segundo asalto.
Rocky regresó a los vestuarios justo antes de que Goldmill falleciera por un ataque al corazón;
éste preguntó en qué asalto había terminado la pelea, a lo que Balboa respondió: "El segundo, por knock-out". Mickey fue un mentor y una figura paterna para Rocky, sus últimas palabras fueron "Te quiero, chico" y murió feliz, creyendo que su pupilo había vuelto a ganar un combate.
Luego de su muerte, aparece en flashbacks de las posteriores películas (Rocky V y Rocky Balboa).
- Datos: Q942964